# Stringer Lawrence
Stringer Lawrence, né le 6 mars 1697 à Hereford en Angleterre et mort le 10 janvier 1775 à Londres, est un militaire britannique qui fut le premier commandant en chef de l'Inde. Après avoir effectué la première partie de sa carrière en Europe, il fut envoyé en 1748 dans les Indes orientales pour y combattre les Français et leurs alliés indiens. En coopération avec Robert Clive, il remporta une série de succès qui permirent d'asseoir la puissance britannique en Inde. Il continua d'exercer des responsabilités importantes dans cette région jusqu'à sa retraite en 1766.